# Trigonotylus canadensis
Trigonotylus canadensis är en insektsart som beskrevs av Kelton 1970. Trigonotylus canadensis ingår i släktet Trigonotylus och familjen ängsskinnbaggar. Inga underarter finns listade i Catalogue of Life.